# Ameridion reservum
Ameridion reservum là một loài nhện trong họ Theridiidae.
Loài này thuộc chi Ameridion. Ameridion reservum được Herbert Walter Levi miêu tả năm 1959.